# Сеняковце
Сеняковце (словац. Seniakovce) — село в окрузі Пряшів Пряшівського краю Словаччини. Площа села 2,58 км². Станом на 31 грудня 2016 року в селі проживало 144 жителі.
Протікає річка Ториса.

## Історія
Перші згадки про село датуються 1289 роком.

## Населення
| Рік:            | 1994. | 2004.    | 2014.    | 2024.    |
| --------------- | ----- | -------- | -------- | -------- |
| Кількість осіб: | 101   | 121      | 135      | 187      |
| Різниця:        |       | +19,80 % | +11,57 % | +38,51 % |

| Рік:            | 2023. | 2024.   |
| --------------- | ----- | ------- |
| Кількість осіб: | 175   | 187     |
| Різниця:        |       | +6,85 % |